# 새뮤얼 스마일스

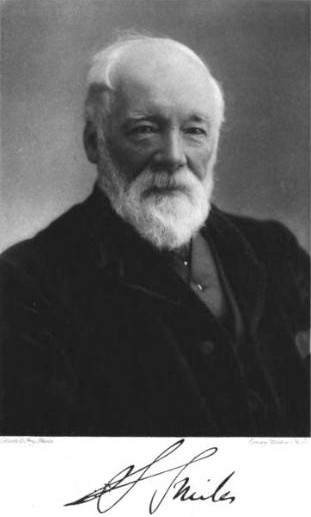
새뮤얼 스마일스

새뮤얼 스마일스(Samuel Smiles, 1812년 12월 23일 – 1904년 4월 16일)는 스코틀랜드 작가이다.
해딩턴에서 11명 중 장남으로 태어났다. 14살때 학교를 중퇴하고, 의사 밑에서 보조일을 하다가, 에딩버러 대학에서 의학 공부를 했다.
그의 작품으로 self-help가 성공학의 고전으로 꼽힌다.
흔히 그의 4가지 작품들을 스마일스의 4대복음이라 부르기도 하는데 다음과 같다.
- 자조론 Self-Help, London, 1859
- Character, London, 1871
- Thrift, London, 1875
- Duty, London, 1880
- Life and Labour, London 1887